# Captain Beefheart

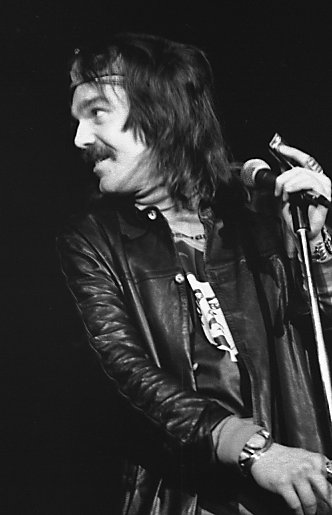
Captain Beefheart, Toronto 1974

Captain Beefheart (* 15. Januar 1941 in Glendale, Kalifornien; † 17. Dezember 2010 in Arcata, Kalifornien) war das Pseudonym von Don Glen Van Vliet (geboren als Donald Vliet), einem US-amerikanischen Autor, Dichter, Komponisten und Musiker experimenteller Rock- und Bluesmusik sowie Maler. Seine unkonventionelle Musik wurde ab den späten 1960er-Jahren einem größeren Publikum bekannt. Dies wurde begünstigt durch Unterstützung und Zusammenarbeit mit seinem Schulfreund, dem Gitarristen und Komponisten Frank Zappa. Ein wesentlicher Teil von Beefhearts musikalischem Werk zeichnet sich durch ungewöhnliche Arrangements, Polyrhythmik, nichtmetrisches Timing und oftmals kryptische oder bewusst absurde Songtexte aus. Seine wohl bekannteste Veröffentlichung ist das Doppelalbum Trout Mask Replica aus dem Jahr 1969.

## Werk

### Erste Schritte
Van Vliet zog mit seiner Familie 1954 nach Lancaster in die Mojave-Wüste, wo er an der High School den jungen Frank Zappa kennenlernte. Im Winter 1958/59 nahm er mit ihm erste Stücke auf, von denen das Stück Lost in a Whirlpool auf dem 1996 erschienenen Zappa-Album The Lost Episodes herauskam. Dieses enthält unter anderem neben drei gemeinsamen Aufnahmen aus den Jahren 1968/69 außerdem das Lied Tiger Roach, welches Zappa und Beefheart 1962 oder 1963 mit den Musikern Janschi (Bass) und Vic Mortenson (Schlagzeug) aufgenommen hatten. 1964 gründete er die Magic Band und debütierte mit ihr 1965 bei der Hollywood Teenage Fair.

### Frühwerk
Bereits im folgenden Jahr veröffentlichte die Gruppe ihre erste Single Diddy Wah Diddy, kurz darauf gefolgt von Moonchild, einfache, direkte Rhythm-and-Blues-Stücke, die aber anfangs nicht auf Anklang in der Musikindustrie stießen. Die Band versuchte einen Plattenvertrag zu bekommen und Beefheart unterschrieb verschiedene Verträge, die ihm angeboten wurden, was ihm später noch rechtliche Probleme und anstrengende Gerichtsprozesse bescherte. Trotzdem konnte die Band 1967 ihr erstes Album Safe as Milk bei Buddah Records veröffentlichen. Hier spielte Ry Cooder auf mehreren Stücken Gitarre, setzte aber auch nachträgliche Änderungen durch.
Das Folgewerk Strictly Personal von 1968 wurde vom Produzenten Bob Krasnow in „psychedelischer“ Manier unabgesprochen neu abgemischt. Krasnow veränderte es dadurch so sehr, dass Van Vliet sich später davon distanzierte. Nur das Angebot Frank Zappas, mit vollständiger kreativer Kontrolle zu seinem neu gegründeten Label Straight Records zu wechseln, hielt Beefheart davon ab, sich zurückzuziehen.
Strictly Personal zeichnet sich bereits als ungewöhnliche und komplexe Kombination aus Delta Blues und Avantgarde-Rock mit gelegentlichen Free-Jazz-Einflüssen aus. 1992 erschienen einige von Krasnow unbearbeitete Takes der Aufnahmesessions auf I May Be Hungry But I Sure Ain’t Weird, ansonsten gelten die Masterbänder des Albums als verschollen.
Erst 1971 erschien dann Mirror Man, das eigentlich zweite Album der Band, das bereits 1967/1968 aufgenommen worden war. Es besteht aus nur vier langen Stücken, von denen Kandy Korn sich in einer anderen Version auch auf Strictly Personal findet. Das Album ist deutlich das fehlende Glied („missing link“) im Frühwerk der Band, wird doch hier die beginnende Wandlung der Band von einer zwar eigenwilligen, aber letztlich noch konventionellen Bluesrockband hin zu einem experimentellen Format erstmals deutlich.

### Trout Mask Replica
Im Jahr 1969 erschien das von Frank Zappa produzierte Album Trout Mask Replica (deutsch: „Forellenmasken-Nachbildung“) als eine der ersten Veröffentlichungen des Labels Straight Records. Das Doppelalbum enthält achtundzwanzig Musikstücke, die über die Dauer eines Jahres eingespielt wurden. Gemeinsam mit dem Nachfolger Lick My Decals Off, Baby gilt Trout Mask Replica vielen Kritikern als ein Meilenstein der Rockgeschichte und als das beste Album von Captain Beefheart & his Magic Band. Auf diesen musikalisch radikalen Alben ist der Einfluss von Free Jazz und moderner Klassik stärker als auf den Vorgängern. Beefheart selbst erklärte immer, überhaupt keine Einflüsse zu haben.
Die meisten Kompositionen auf dem Album sind von Polyrhythmen und atonaler Harmonik gekennzeichnet und verschmelzen Einflüsse aus Free Jazz und Delta Blues. Der charakteristische, roh wirkende Klang entstand durch die Besetzung aus zwei Leadgitarren, Bassklarinette, mehreren Saxophonen sowie Beefhearts rauem Gesang, der sich nur vage am Takt der Musik orientiert. Die Aufnahmen zum Album entstanden in langen Sessions, während deren die Magic Band im selben Haus zusammenlebte, in dem das Album auch aufgenommen wurde. Beefheart bestand darauf, seine Gesangsparts ohne Monitorkopfhörer aufzunehmen, hörte also die Musik nicht, während er sang.
Bekannt wurde auch die von Grafiker Cal Schenkel gestaltete Albumhülle von Trout Mask Replica: Das Foto auf der Vorderseite zeigt eine Person vor leuchtend rotem Hintergrund, die sich den präparierten Kopf eines Karpfens als Maske vor das Gesicht hält, wie zum Gruß die rechte Hand erhebt und auf dem Kopf einen kegelförmigen Hut mit einem Federball obenauf trägt.
Das Magazin Rolling Stone führt das Album auf Platz 60 der 500 besten Alben aller Zeiten.

### Die „Tragic Band“

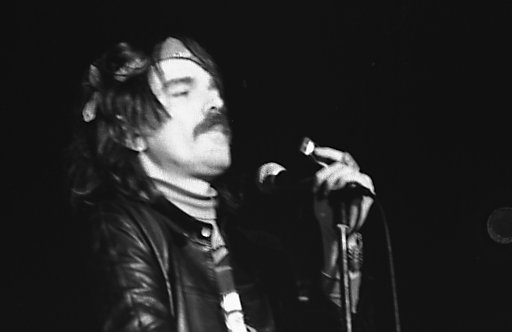
Captain Beefheart bei einem Konzert in der Convocation Hall, Toronto, 1974

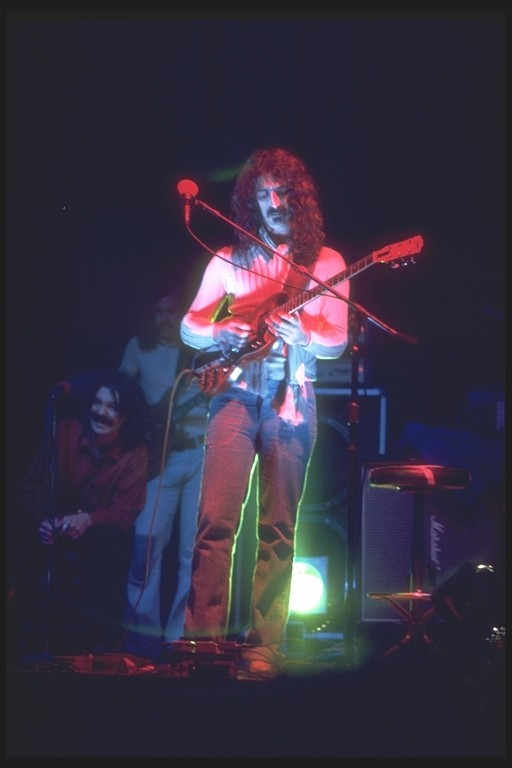
Captain Beefheart (links) mit Frank Zappa bei einem Konzert in New Haven, CT

Die Ansprüche, die Beefheart in diesen komplexen Werken mit seiner rauen, etwas an den Bluessänger Howlin’ Wolf erinnernden Stimme, deren Umfang über viereinhalb Oktaven reichte, und seiner surrealen Lyrik an den Hörer stellte, überforderten die breite Hörerschaft, und ein kommerzieller Erfolg blieb aus. Auf den beiden 1972 veröffentlichten Alben The Spotlight Kid und Clear Spot milderte er die konzeptionelle Strenge der Vorgänger zugunsten eines verspielteren, gelegentlich fast konventionellen Stils. Nachdem auch diese Platten nicht den erhofften Erfolg hatten, zerbrach die Magic Band, und Beefheart verlor seinen Plattenvertrag.
Beefheart ging nun für zwei Jahre nach Großbritannien und veröffentlichte dort mit einer neuen, unter Fans teils als „Tragic Band“ bezeichneten Magic Band die Alben Unconditionally Guaranteed (1974) und Bluejeans And Moonbeams (1974). Viele Kritiker sahen darin seine schlechtesten Arbeiten, da er seinen unverkennbaren Stil zu kraftlosem Popblues verwässere. Captain Beefheart kehrte in die USA zurück. Er traf wieder auf seinen alten Freund Frank Zappa, und auf der Tournee 1975 entstand das gemeinsame Live-Album Bongo Fury. Sein Auftritt hier passt zum ironisch-zynischen Stil und zur expressiven Spielfreude Zappas.

### Spätwerk
1976 produzierte er Bat Chain Puller, das als Album anfangs unveröffentlicht blieb. Nachdem er 1978 einen neuen Vertrag bei Virgin Records bekam, erschienen einige der Stücke auf Shiny Beast (Bat Chain Puller). Stilistisch war das Werk wieder eine Rückkehr zu seinen Wurzeln, einer exzentrischen Melange aus Bluesrock und Avantgarde.
Das 1980 erschienene Doc at Radar Station bringt die Grundelemente seines Werks – den Blues, eine expressiv-absurde Lyrik, komplexe Gitarren- und Rhythmusarrangements und fremdartige, fast atonale Kompositionen – noch einmal in der für Beefheart typischen Weise zusammen.
1982 erschien mit Ice Cream For Crow sein letztes Album, das wieder mehr konventionelle Arrangements aufweist und als spätes Bekenntnis zum Blues gedeutet wurde. Das vorletzte Stück The Thousandth And Tenth Day Of The Human Totem Pole wird als ein erster und letzter pessimistischer Kommentar des Captain zur menschlichen Zivilisation interpretiert. 1984 gab es weitere Aufnahmen, die jedoch nicht veröffentlicht wurden. Danach wurde keine neue Musik von Captain Beefheart mehr veröffentlicht, und er trat nicht mehr als Musiker auf.

## Karriereende, Neubeginn und Rückzug
1985 beendete Van Vliet seine Karriere als Musiker, zog sich mit seiner Frau in die Mojavewüste zurück und machte die Malerei zu seinem Beruf. Wegen seines zeichnerischen Könnens hatte er in seiner Kindheit als Wunderkind gegolten und Anfang der 1950er Jahre sogar ein Stipendium in Europa angeboten bekommen, das seine Eltern jedoch ausschlugen.
Für Vliet bewährte sich diese Entscheidung, da er als Maler von seinen Arbeiten, die zuweilen an die COBRA-Gruppe und andere an „primitiver“ Kunst interessierte 50er-Jahre-Malerei erinnern, besser leben konnte als von seiner Arbeit als Musiker. Einige seiner Bilder erzielten Preise von über 100.000 US-Dollar.
Mit Beginn der 1990er Jahre zog sich Don Van Vliet vollständig aus der Öffentlichkeit zurück. Es wurde trotz gegenteiliger Behauptungen vermutet, dass dies auf eine Erkrankung mit multipler Sklerose zurückzuführen sei. 2004 wohnte er in Trinidad, Kalifornien. Vliet verstarb am 17. Dezember 2010 in Nordkalifornien nach einer Komplikation infolge von multipler Sklerose.

## Rezeption
Das allgemeine Erkennen des Potentials von Vliets Musik setzte erst mit der Beendigung seiner Musikkarriere ein. Insbesondere junge Punk- und New-Wave-Bands wie Devo, Pere Ubu, The Fall, Public Image Ltd. und viele andere ließen sich von ihm inspirieren. Mit den Jahren wuchs diese Anerkennung weiter, im Rückblick wird er als einer der wichtigsten Musiker der Rockgeschichte gesehen, einer der ersten, die den Rock an seine musikalische Grenze brachten.

## Bandmitglieder
- 1964: Gitarre: Alex St. Clair und Doug Moon. Bass: Jerry Handley. Schlagzeug: Paul Blakely.
- 1967: Gitarre: Alex St. Clair und Antennae Jimmy Semens (geboren Jeff Cotton). Bass: Jerry Handley. Schlagzeug: John „Drumbo“ French. Einige Stücke begleitet Ry Cooder auf dem Album Safe as Milk.
- 1969: Gitarre: Antennae Jimmy Semens (geboren als Jeff Cotton), Zoot Horn Rollo (geboren als Bill Harkleroad). Bass: Rockette Morton (Mark Boston). Schlagzeug: John „Drumbo“ French. Bassklarinette: The Mascara Snake (Victor Hayden).
- 1970: Gitarre: Zoot Horn Rollo (Bill Harkleroad), andere Quellen („Captain Beefheart Electricity“) nennen auch Doog Moon und Jeff Cotton. Bass: Rockette Morton (Mark Boston). Bassklarinette: The Mascara Snake. Schlagzeug: John French und Art Tripp (als Ed Marimba), der auch Percussion spielte.
- 1972: Gitarre: Zoot Horn Rollo und Winged Eel Fingerling (Elliott Ingber). Bass: Rockette Morton und Oréjon (Roy Estrada). Schlagzeug: John French, Art Tripp (als Ted Cactus und Ed Marimba), Rhys Clark.
- 1978: Gitarre: Jeff Morris Tepper, Richard Redus. Keyboards: Eric Drew Feldmann. Posaune: Bruce Fowler. Schlagzeug: Robert Williams. Percussion: Art Tripp (Ed Marimba).
- 1980: Gitarre: Jeff Morris Tepper, Gary Lucas, John French, Keyboards: Eric Drew Feldmann, Posaune: Bruce Fowler. Schlagzeug: Robert Williams, John French. Bass: John French.
- 1982: Gitarre: Jeff Morris Tepper, Gary Lucas. Keyboards: Eric Drew Feldmann. Bass und Marimba: Richard Midnight Hatsize Snyder. Schlagzeug: Cliff Martinez.

## Bedeutung und Zitate
- „Wenn Beefheart Pop machte, hörte es sich an wie Avantgarde, wenn er Avantgarde machte, wie ein Hörspiel, wenn er Hörspiel machte, war es ein Song.“ (Carl Ludwig Reichert)[7]
- “If anyone in the world of rock music really deserves to be labeled as a genius, I think that he could be it.” (John Peel)
  - (deutsch: „Wenn irgendjemand in der Welt der Rockmusik es wirklich verdient hat, als Genie bezeichnet zu werden, dann, so denke ich, könnte er es sein“)
- “Captain Beefheart is the most important musician to rise in the Sixties, far more significant and far-reaching than the Beatles; as important for all music as Ornette Coleman was for jazz, as Leadbelly was for the blues.” (Lester Bangs)
  - (deutsch: „Captain Beefheart ist der wichtigste Musiker, den die Sechziger Jahre hervorgebracht haben, weitaus bedeutender und weitreichender als die Beatles; so bedeutend für jegliche Musik wie Ornette Coleman es für den Jazz war und Leadbelly für den Blues.“)
- The White Stripes haben drei Songs von ihm gecovert, Party of Special Things to Do, China Pig sowie Ashtray Heart und im Jahr 2000 als Single bei dem bekannten Indielabel Sub Pop veröffentlicht.
- The Kills schließen ihre Live-Shows fast immer mit einer Coverversion von Captain Beefhearts Drop Out Boogie.
- Bat Chain Puller wurde in die legendäre Wireliste The Wire’s „100 Records That Set the World on Fire (While No One Was Listening)“ aufgenommen.

## Diskografie
- 1959–1969 The Early Years
- 1965 The Legendary A&M Sessions (Singles von 1965, die später zusammen als Album erschienen)
- 1967 Safe as Milk (UK: Silber)[8]
- 1967 Mirror Man (remastert mit Bonustracks als The Mirror Man Sessions erhältlich, erschien erst 1971)
- 1968 Strictly Personal
- 1969 Trout Mask Replica (UK: Gold)
- 1970 Lick My Decals Off, Baby
- 1972 The Spotlight Kid (auf CD nur in Kombination mit Clear Spot erhältlich)
- 1972 Clear Spot (auf CD nur in Kombination mit The Spotlight Kid erhältlich)
- 1974 Unconditionally Guaranteed
- 1974 Bluejeans & Moonbeams
- 1976 Bat Chain Puller
- 1978 Shiny Beast (Bat Chain Puller)
- 1978  Live At My Father's Place, N.Y.C. (December 11, 1978)
- 1980 Doc At the Radar Station
- 1982 Ice Cream For Crow
- 1983 Top Secret
- 1992 I May Be Hungry But I Sure Ain’t Weird (Aufnahmen von 1967–1968)
- 1993 Crazy Little Things (Live at Cowtown, Kansas City, April 22, 1974, Triangle Records PYCD080)
- 1993  A Carrot Is As Close As A Rabbit Gets To A Diamond (Aufnahmen von 1974–1984, Virgin Universal CDVM9028)
- 1999 Grow Fins: Rarities 1965–1982
- 2003 Railroadism – Live In The USA 72-81
- 2005 Prime Quality Beef
- 2010 Amsterdam '80
- 2012 Diddy Wah Diddy

## Ausstellungen
- 1985: „Don Van Vliet. Bilder und Zeichnungen“, Galerie Michael Werner, Köln
- 1985: „Don Van Vliet“, Mary Boone/Michael Werner Gallery, New York
- 1987: Galerie Brinkmann, Amsterdam
- 1988: Galerie Lelong, Zürich
- 1988: „Don Van Vliet. New Work“, San Francisco Museum of Modern Art, San Francisco
- 1990: „Don Van Vliet. Neue Bilder 1989–1990“, Galerie Michael Werner, Köln
- 1990: „Don Van Vliet. New Paintings and Drawings“, Fred Hoffman Gallery, Santa Monica
- 1991: Kunsthallen Brandts Klaedefabrik, Odense, Dänemark
- 1993–1994: „Don Van Vliet. Stand up to be discontinued“, Bielefelder Kunstverein, Bielefeld (weiter nach Odense, Brighton, Göteborg)
- 1994: „Don Van Vliet, Bilder und Zeichnungen“, Galerie Daniel Blau, München
- 1995: „God’s Empty Socks and Other Paintings by Don Van Vliet“, Michael Werner Gallery, New York
- 1995: „Don Van Vliet“, Galleri Stefan Andersson, Umedalen/Umeå, Schweden
- 1995: „Don Van Vliet“, Cleveland Center for Contemporary Art, Cleveland (OH)
- 1996: „Don Van Vliet. Arbeiten der 70er und 80er“, Galerie Michael Werner, Köln
- 1998: „Don Van Vliet. Recent Paintings“, Knoedler & Company, New York
- 2000: „Don Van Vliet“, Lowe Gallery, Atlanta
- 2001: „Don Van Vliet. Paintings from the Eighties“, Michael Werner Gallery, New York
- 2001: „Don Van Vliet. Works on Paper“, Fleisher/Ollman Gallery, Philadelphia
- 2002: Barbican Centre, London

## Gedichte und Bilder
- Don Van Vliet: Skeleton Breath, Scorpion Blush. Verlag Gachnang & Springer, Bern/Berlin 1987, ISBN 978-3-906127-15-6. (Gedichtband, Vorwort: A. R. Penck, Übersetzung aus dem Englischen: Catherine Schelbert)
- Don Van Vliet. New Work, in association with Michael Werner Gallery, (Katalog anlässlich der Ausstellung bei Knoedler & Company, New York, 11. November – 5. Dezember 1998), New York: Knoedler & Company, (1998)
- Don Van Vliet, [mit einem Gedicht von Don Van Vliet], (Katalog zur Ausstellung „Don Van Vliet. Arbeiten der 70er und 80er“ in der Galerie Michael Werner, Köln, 22. Juni – 27. Juli 1996), Köln: Michael Werner, (1996)
- Don Van Vliet. Stand Up to Be Discontinued, Bielefelder Kunstverein, Museum Waldhof, Texte von Andreas Beaugrand, Karsten Ohrt, Jessica Rutherford, Paolo Bianchi, Luca Ferrari, Diedrich Diederichsen, Roberto Ohrt, A.R. Penck, Hardcover mit CD, Ostfildern: Cantz, (1993)
- New Work: Don Van Vliet (Text: Bohn R. Lane), San Francisco Museum of Modern Art, (1988)
- Don Van Vliet. Neun Bilder, (Text: Wilfried Dickhoff), Galerie Michael Werner, Köln (1988)
- Don Van Vliet. Zehn Bilder, (Text: A. R. Penck), Galerie Michael Werner, Köln (1987)
- Don Van Vliet. Sechs Bilder, (Text: A. R. Penck) Galerie Michael Werner, Köln, (1985)

## Trivia
- In Stephen Kings Roman Christine ist die verstorbene Katze des Protagonisten Dennis Guilder nach Captain Beefheart benannt. In der deutschen Übersetzung wird dies jedoch zu „Captain Rinderherz“. Auch ihr Nachfolger trägt den Namen eines erfolgreichen Musikers: Screamin’ Jay Hawkins.
- Der niederländische DJ und Produzent hat Don Diablo nach Captain Beefheart benannt.[9]